# Klecken
Klecken (plattdeutsch Klecken) ist ein Ort in der niedersächsischen Gemeinde Rosengarten im Landkreis Harburg.

## Geographie
Klecken liegt 5 km nördlich von Buchholz und 25 km südlich von Hamburg am Rand der Harburger Berge und der Lüneburger Heide.
Zum Dorf Klecken gehören auch die Ortsteile Hainbuch, Tekenbarg und Am Walde.
Das Gebiet des Orts Klecken liegt im Regionalpark Rosengarten.

## Nachbarorte
Klecken grenzt im Süden und Westen an den Rosengartener Ortsteil Eckel (Neu Eckel) und im Norden und Osten an die Ortsteile Lindhorst, Hittfeld und Helmstorf der Gemeinde Seevetal. Im Südosten grenzt Klecken an die Gemeinde Harmstorf.

## Geschichte
Klecken bestand ursprünglich aus den beiden Gemeinden Groß Klecken und Klein Klecken, die 1928/29 zu einer Gemeinde Klecken zusammengeschlossen wurden. Am 1. Juli 1972 wurde Klecken in die Gemeinde Nenndorf eingegliedert. Der Name dieser Gemeinde wurde am 18. Juli 1973 amtlich in Rosengarten geändert.

## Politik

### Ortsrat
Der Ortsrat von Klecken besteht aus dem Ortsbürgermeister und zwölf weiteren Ortsratsmitgliedern.
Die vergangenen Ortsratswahlen ergaben die folgenden Sitzverteilungen:
| Wahljahr | CDU                                                                   | Grüne | SPD | FDP | UWR | AWR | Gesamt   |
| 2021     | 6                                                                     | 3     | 2   | 1   | 1   | 0   | 13 Sitze |
| 2016     | 7                                                                     | 2     | 3   | 1   | -   | -   | 13 Sitze |
|          | __________________________ UWR: Unabh. Wählergemeinschaft Rosengarten |       |     |     |     |     |          |

Letzte Kommunalwahl am 12. September 2021

### Ortsbürgermeisterin und Stellvertreter
Anke Grabe (CDU) ist die Ortsbürgermeisterin.
Sitta Schwentke (CDU) ist stellvertretende Ortsbürgermeisterin.

## Sehenswürdigkeiten

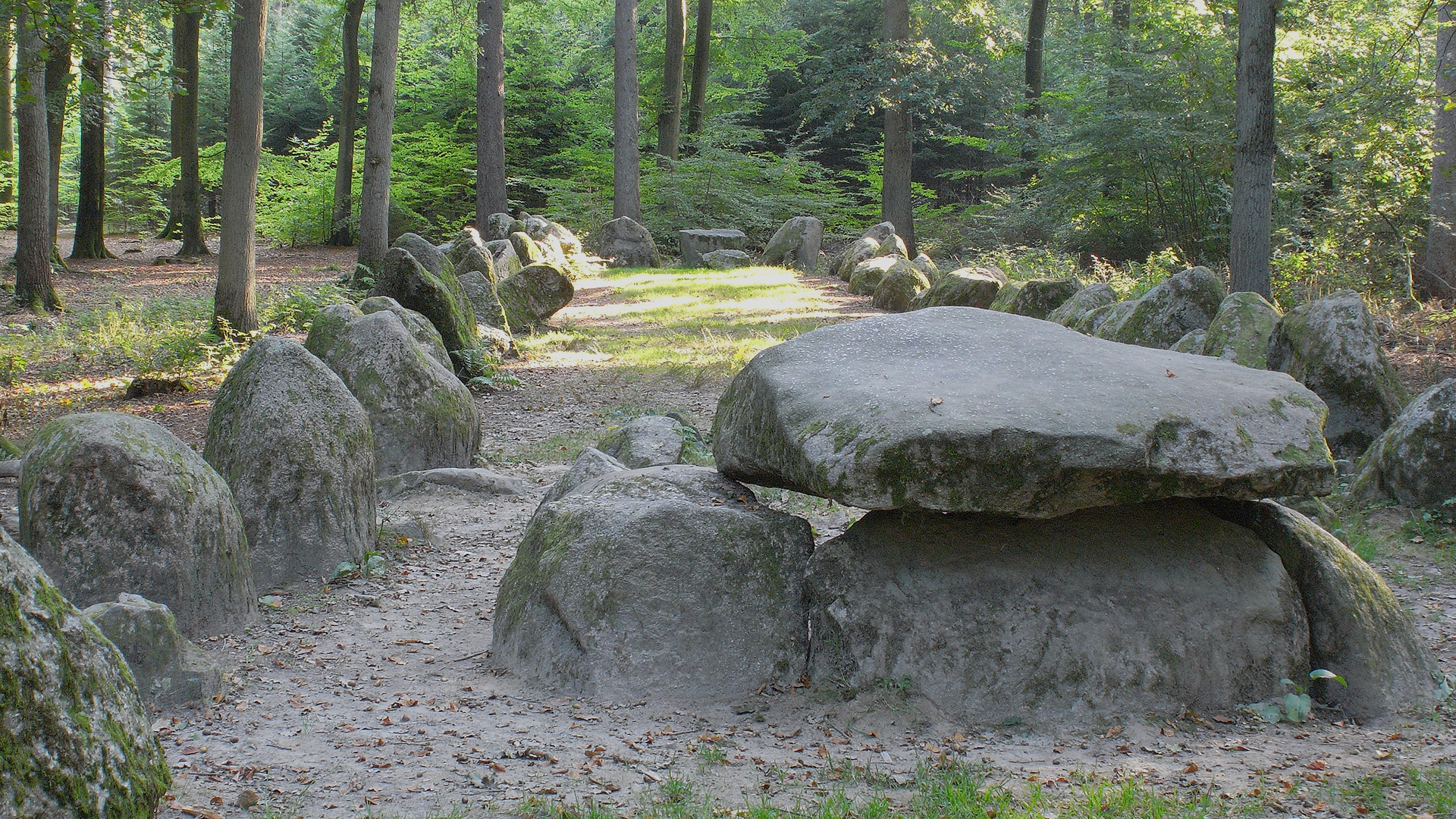
Hünenbett im Klecker Wald

Nahe dem Ortsteil Am Walde befindet sich das Hünenbett im Klecker Wald.

## Infrastruktur
Die Ortschaft Klecken verfügt über eine eigene Kirchengemeinde, eine Freiwillige Feuerwehr, eine Grundschule, zwei Pensionen (Pension Schmidt, Pension Hainbuch), ein Hotel (Zur Linde), einen Schützenverein, die zwei Sportvereine SC Klecken, gegründet am 15. Juli 1958, und den FC Rosengarten, gegründet 2012, und einen Tennis-Club.

### Nahversorgung
Ein Supermarkt besteht gegenüber dem Bahnhof Klecken. Zwei Bäckereien sowie ein Post-Shop bieten weitere Einkaufsmöglichkeiten.

### Kraftstoffe und Energie
Ein TankTreff bietet Kraftstoffe aller Art. Wer ein Elektroautomobil besitzt, kann am Pendlerparkplatz sein Automobil aufladen.
Ökologisch wird im Osten Kleckens von dem Landwirt J. Becker in einer Biogasanlage Energie gewonnen. Diese dient zur Stromeinspeisung in das globale Netz und zur Versorgung einiger Klecker Haushalte mit Wärme. Ein nebenan gelegenes Erdbeer-Gewächshaus wird ebenfalls von der Anlage aus beheizt.

## Verkehr

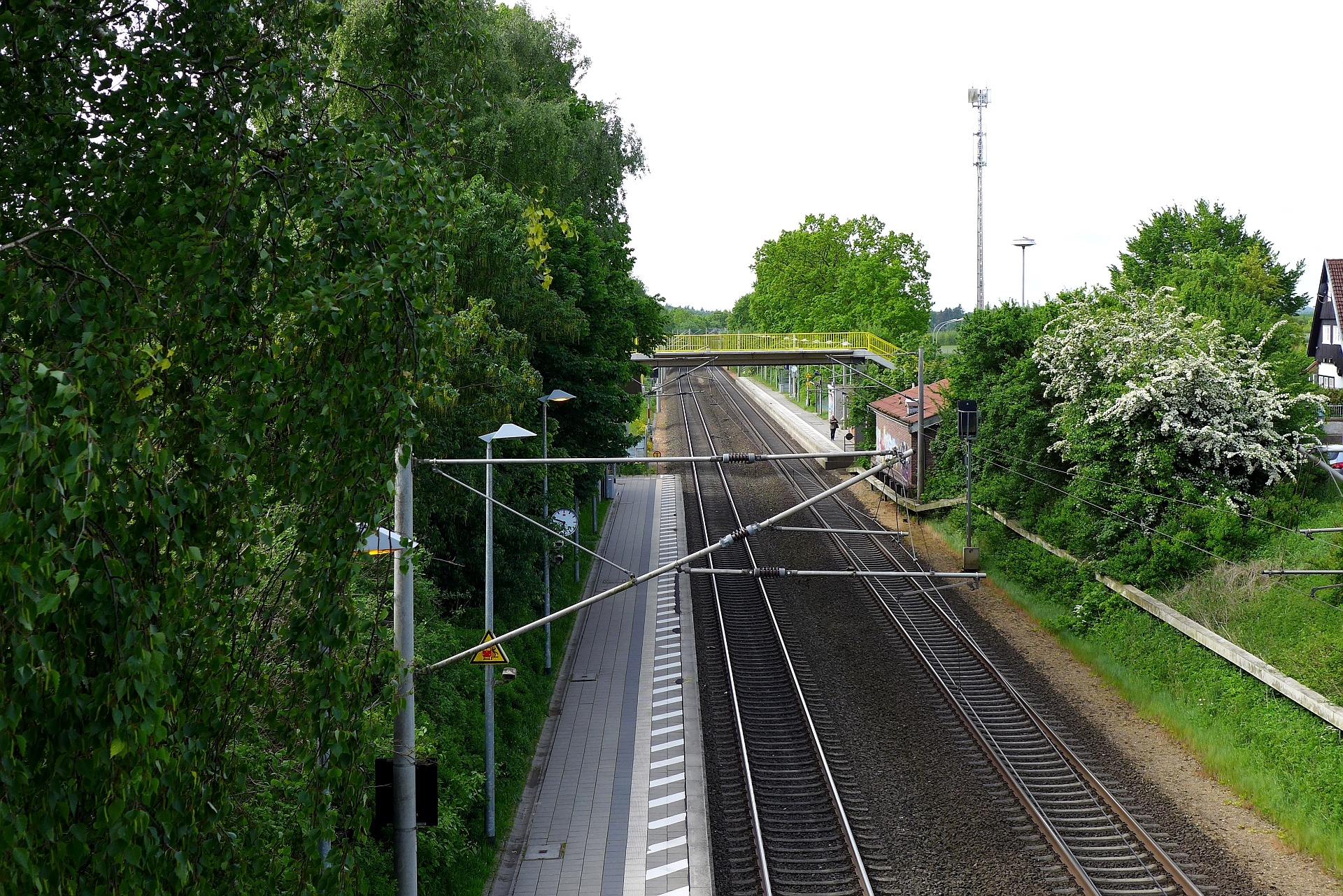
Haltepunkt Klecken

In Klecken gibt es einen Haltepunkt an der Bahnstrecke Wanne-Eickel–Hamburg. Die Linie RB 41 des Metronom hält dort stündlich. Im Berufsverkehr besteht ein 30-Minuten-Takt. Vom Bahnhof aus verkehrt täglich im Zweistundentakt die Buslinie 4210 des Hamburger Verkehrsverbundes, welche mit dem Nachbarort Eckel sowie den meisten Dörfern der Gemeinde Rosengarten (Landkreis Harburg) verbindet. Auch der Hauptort der Gemeinde, Nenndorf wird angebunden. Die Buslinie führt bis zum Bahnhof Hamburg-Harburg.
Am Nordrand von Klecken verläuft die Bundesautobahn A1.

## Söhne und Töchter
- Peter Georg Cohrs (* 9. Februar 1894; † 23. Juni 1952) war ein deutscher Politiker.
- Hans Eidig (* 29. Januar 1804 in Klein Klecken; † 1836 oder 1837 in New York), Wildschütze und Volksheld